# Jupiter LII
Jupiter LII, cunoscut inițial ca S/2010 J 2, este un satelit natural al lui Jupiter . A fost descoperit de Christian Veillet în 2010.   Și-a primit numărul permanent în martie 2015.  Are nevoie de 1,69 ani pentru a orbita în jurul lui Jupiter, iar distanța sa medie este de 21,01 milioane de km. Jupiter LII are un diametru de aproximativ 1 kilometru și în 2010 a fost etichetat ca cel mai mic satelit cunoscut din Sistemul solar care a fost descoperit de pe Pământ.  Este membru al grupului Ananke.
În prezent, Jupiter LII este cel mai mic satelit natural cunoscut al unui corp ceresc din sistemul solar.

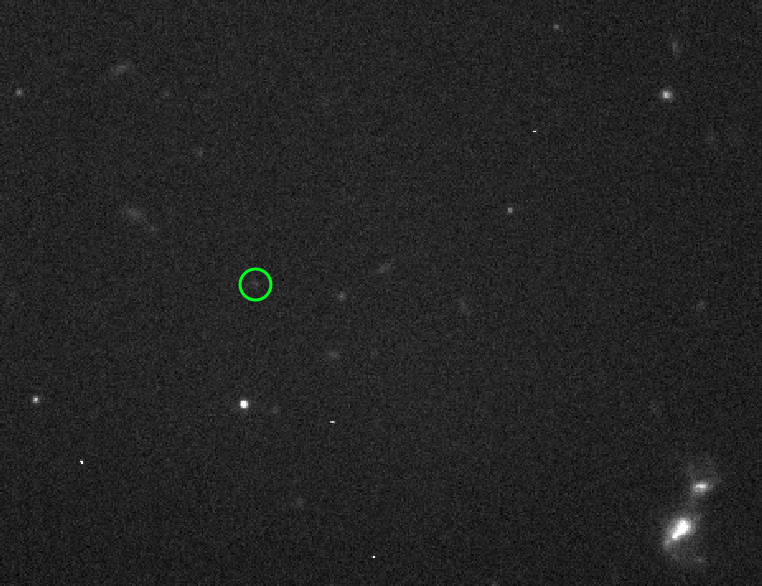
Imagine de descoperire lui Jupiter LII pe 8 septembrie 2010 (încercuit)